# Flour (évêque)
Pour les articles homonymes, voir Flour et Florus (homonymie).
Saint Flour (IVe siècle), aussi appelé d'après le latin saint Florus, est le plus ancien évêque de Lodève connu (Ve siècle).

## Biographie
Prêchant la foi dans le Languedoc et l'Auvergne, il y aurait été martyrisé vers 389, selon la légende. Il est fêté le 1er juin ou le 4 novembre,;
Saint à l'historicité en débat, on trouve ses premières traces écrites au Xe siècle et sa première Vita insérée dans la collection hagiographique de vies de saints Speculum sanctorale de Bernard Gui au XIVe siècle.
Son tombeau serait à l'origine d'une abbaye fondée au XIe siècle par saint Odilon, cinquième abbé de Cluny. C'est autour de cette abbaye que se développera la ville de Saint-Flour, aujourd'hui siège du diocèse coïncidant avec le département du Cantal. Saint Flour est le patron de ce diocèse.
Il est plus vraisemblable qu'il reposât à Estaing (Aveyron) où il est vénéré sous le nom de « saint Fleuret ».